# Carex toezensis
Carex toezensis là một loài thực vật có hoa trong họ Cói. Loài này được Simonk. mô tả khoa học đầu tiên năm 1891.